# Tomàs Mirambell i Maristany

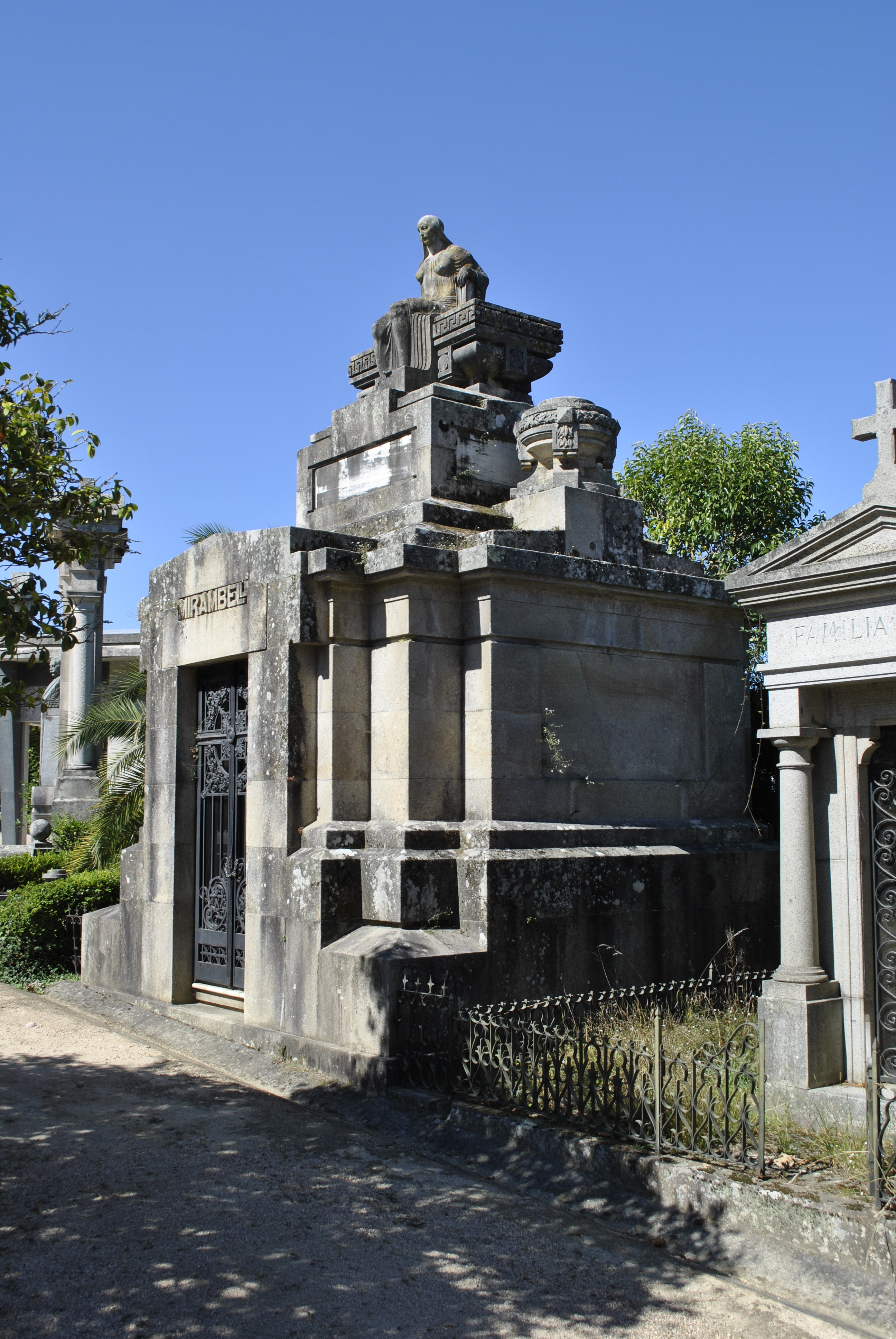
Tomba de Tomàs Mirambell a Vigo.

Tomàs Mirambell i Maristany (el Masnou, Maresme, 1863 - Vigo, Galícia, 28 de maig de 1947) fou un capità mercant i empresari català establert a Vigo.
Nascut al Masnou (Barcelona), va arribar a Vigo amb prop de vint anys i es va establir a la ciutat per dedicar-se a la indústria d'efectes navals, amb la casa comercial Bertran i Mirambell. Es va integrar completament al teixit industrial i emprenedor de Vigo, creant-hi diverses indústries i essent membre i fundador de diverses entitats i associacions.
Va ser president de la Cambra de Comerç de Vigo entre 1924 a 1930. Va fundar l'Asociación General de Cultura, que va lluitar des de 1912 pel desenvolupament de la ciutat de Vigo. L'any 1927 va convocar les forces de la ciutat a una assemblea per constituir la Unión de Entidades Viguesas, precedent de l'actual Fundación ProVigo. També va participar en les iniciatives de creació del Banco de Vigo, o la Sociedad de Abastecimiento de Aguas. Va ser el fundador i president efímer del nou Círculo Mercantil. Va ser, també, membre de la Real Academia Galega. Va formar la primera comissió encarregada d'iniciar el projecte del tramvia, fins a arribar a la vicepresidència de la societat tramviària. Va patrocinar el monument "A la Marina Comercial Universal" de Monteferro.
Una de les seves prioritats era que Vigo es constituís en el port més important de l'Atlàntic. El seu interès per la indústria de la mar queda palès amb els reiterats intents per promoure una Exposició Internacional de la Pesca. També va contribuir amb els seus fons a la construcció de l'edifici del Club Náutico.
Va escriure en diaris com Faro de Vigo, El Pueblo Gallego o La Lucha. A la premsa expressava les seves idees galleguistes i alhora federalistes. No només va defensar el port i la pesca, sinó també la xarxa de comunicacions per terra amb Madrid i el foment i desenvolupament de la ciutat de Vigo.
En 1931 va ser nomenat president d'honor de la Cambra de Comerç de Pontevedra, Vigo i Vilagarcía de Arousa. Va ser nomenat fill adoptiu de Vigo pels seus esforços en el desenvolupament econòmic i comercial. Té carrers dedicats amb el seu nom a Baiona i Nigrán.
Es casà amb la masnovina Francesca Millet i Bertran i tingueren dos fills. Va morir als 85 anys a Vigo i està enterrat en un panteó del Cementiri de Pereiró (Vigo).